# Roman Petrovics Romanov orosz herceg
Roman Petrovics orosz herceg (oroszul: князь Роман Петрович Романов; Peterhof, 1896. október 5.jul./17.greg. – Róma, 1978. október 23.) a cári családból származó orosz herceg, az Orosz Cári Hadsereg tisztje.

## Élete
Roman Petrovics herceg Pjotr Nyikolajevics nagyherceg és Milica Nyikolajevna montenegrói királyi hercegnő egyetlen fiaként, illetve második gyermekeként született 1896-ban. Bár egy nagyherceg utódjaként jött világra, Roman Petrovics III. Sándor cár törvénye értelmében nem kaphatott nagyhercegi címet, mivel nagyapja nem volt cár, csupán nagyherceg. Szülei Raszputyin követői közé tartoztak, és a rosszindulatú pletykák szerint Milica Nyikolajevna nagyhercegné egyengette a sarlatán útját II. Miklós cár és felesége bizalmáig. Pjotr Nyikolajevics és felesége szoros kapcsolatot ápolt az uralkodói házaspárral, így gyermekeik is sok időt töltöttek együtt.
Roman herceget és nénjét, Marina Petrovnát kisebb korukban egy angol nevelőnő, a Másának becézett Mrs. Taylor felügyelte, akivel a gyermekek nagyon jó kapcsolatot tartottak fenn még felnőttként is: „együtt sírt és nevetett velünk, a gyerekekkel. Mindig legbizalmasabb barátunk Oroszországban és később a száműzetés ideje alatt is.” – írta róla a herceg.
Konsztantyin Konsztantyinovics nagyherceg gyermekei mellett Pjotr Nyikolajevics nagyherceg gyermekei is kiváló kulturális oktatásban részesültek. A két idősebb gyermek, Roman és Nagyezsda tehetségesnek bizonyult a rajzolás és a festészet művészetében; ezenfelül znamenkai otthonukban színdarabokat adtak elő a családtagoknak. Ahogy idősebbek lettek, a Szergejevka magánszínházban és nagynénjük, Anasztaszija Nyikolajevna nagyhercegné házában játszottak el kisebb szerepeket.
Roman herceg Kijevben tanult a Nyikolaj Mérnöki Akadémián, de az első világháború kirobbanásakor besorozták a hadseregbe, és a török frontra küldték harcolni Trabzon mellé a Kaukázusi Utász Ezred alhadnagyaként. Hamarosan családja is átköltözött a Kaukázusba nagybátyjának cári helytartóvá való kinevezése miatt; és Marina hercegnő ápolónőként csatlakozott Roman Petrovics ezredéhez.
A monarchia bukása, majd a bolsevikok hatalomátvétele után a család a Krímre menekült, ahol már több Romanov is gyülekezett, például Marija Fjodorovna anyacárné. 1918 novemberében egy brit hadihajó érkezett a Krímbe, menekülési lehetőséget felajánlva a cári család tagjainak, azonban ezzel csak néhányan éltek. 1919-ben a brit HMS Marlborough megismételte az ajánlatot, és ekkor már nem utasították vissza. Isztambulban Roman herceg és a családja Nagyezsda Petrovna hercegnő kivételével átszállt a HMS Nelsonra, mely Olaszországba vitte őket. Itt Milica nagyhercegné testvére, Ilona olasz királyné menedéket ajánlott fel számukra.
A família később Franciaországba költözött, a Földközi-tenger partvidékére. 1921. november 16-án, Cap d'Antibes-ben Roman herceg feleségül vette Praszkovja Dmitrijevna Seremetyeva grófnőt (1901–1980), a hatalmas vagyonnal és nagy múlttal rendelkező Seremetyev grófi ház tagját. Kapcsolatukból két gyermek született:
- Nyikolaj Romanovics herceg (1922–2014), 1992–2014 között az orosz trón egyik követelője; felesége gróf Sveva della Gherardesca,
- Dmitrij Romanovics herceg (1926–2016),[4] fivére halála után, 2014–2016 között az orosz trón egyik követelője; első felesége Johanna von Kauffmann, második felesége Dorrit Reventlow dán nemeskisasszony.

A második világháború alatt a család III. Viktor Emánuel olasz királynál időzött. 1941-ben a hercegnek felajánlották az újonnan létrejött független montenegrói állam koronáját, de Roman Petrovics nem fogadta el az ajánlatot. Roman herceg Rómában, 1978. október 23-án hunyt el. Felesége két évvel később, 1980. december 21-én követte őt.